# 채민희
채민희(1981년 5월 2일 ~ )는 대한민국의 여자 배우이다. 1994년 MBC 청소년 드라마 사춘기로 데뷔하였다.

## 학력
- 안양예술고등학교 졸업
- 경희대학교 연극영화학과 학사

## 연기 활동

### 드라마
- 1994년 MBC 청소년 드라마 《사춘기》
- 1996년 KBS2 일요아침드라마 《귀여운 여자》
- 1996년 KBS1 청소년 드라마 《신세대 보고 어른들은 몰라요》
- 1996년 KBS2 청소년드라마 《스타트》
- 1997년 MBC 농촌드라마 《전원일기》 ... 박재영 역
- 1997년 KBS2 월화드라마 《내 안의 천사》
- 1997년 MBC 일일시트콤 《남자 셋 여자 셋》 ... 초등학교 때부터 고등학교 때까지 미국 유학하다가 대한민국에 귀국하여 홍경인과 미팅하여 끝내 교제 실패한 채민희 역
- 1997년 SBS 월화드라마 《여자》
- 1998년 MBC 주간시트콤 《여자 대 여자》
- 1998년 SBS 일일연속극 《7인의 신부》
- 1999년 SBS 아침드라마 《지금은 사랑할 때》
- 1999년 KBS1 일일연속극 《해뜨고 달뜨고》
- 2001년 MBC 월요시트콤 《세 친구》 ... 정신과 의사 정웅인 원장의 교제 실패녀이자 문화대학교 미술대학 졸업생 채민희 역
- 2009년 KBS2 수목드라마 《경숙이 경숙아버지》 ... 지화자 역
- 2010년 KBS1 대하드라마 《명가》 ... 일선 역
- 2010년 KBS2 월화드라마 《매리는 외박중》 ... 장 PD 역
- 2011년 KBS2 TV소설 《복희 누나》 ... 송미자 역
- 2012년 MBC 주말연속극 《아들 녀석들》 ... 선미 역
- 2013년 KBS2 TV소설 《은희》 ... 고순덕 역
- 2014년 KBS2 수목드라마 《골든크로스》
- 2016년 KBS2 3부작 드라마 《페이지터너》
- 2017년 KBS2 TV소설 《그 여자의 바다》 ... 오설희 역
- 2017년 tvN 수목드라마 《크리미널 마인드》
- 2018년 tvN 월화드라마 《크로스》
- 2018년 KBS1 일일연속극 《비켜라 운명아》 ... 김윤희 역
- 2021년 tvN 목요드라마 《슬기로운 의사생활 시즌2》 ... 소연 역
- 2023년 KBS2 월화드라마 《두뇌공조》 ... 지율의 엄마 역
- 2023년 KBS2 일일드라마 《비밀의 여자》 ... 미희 역 (특별출연)
- 2023년 KBS2 주말드라마 《진짜가 나타났다!》 ... 김에카 역 (특별출연)

### 영화
- 2012년 해로

### 연극
- 2009년 《결혼한 여자, 안 한 여자》

### 광고
- 아이비클럽
- 존슨앤존스 베이비크림